# 명월성로
명월성로(Myeongwolseong-ro)는 제주특별자치도 제주시 한림읍 에서 제주시 한림읍 월림삼거리를 잇는 도로이다.

## 주요 경유지
제주특별자치도
- 제주시 (한림읍)

## 노선
| 이름            | 접속 노선                      | 소재지 | 소재지 | 비고 |
| --------------- | ------------------------------ | ------ | ------ | ---- |
| (이름없음)      | 한림중앙로                     | 제주시 | 한림읍 |      |
| 명월 교차로     | 지방도 제1132호선 (일주서로)   | 제주시 | 한림읍 |      |
| 명월교          |                                | 제주시 | 한림읍 |      |
| 명월입구 교차로 | 월계로                         | 제주시 | 한림읍 |      |
| 명월사거리      | 명재로 명월로                  | 제주시 | 한림읍 |      |
| 월림삼거리      | 지방도 제1136호선 (중산간동로) | 제주시 | 한림읍 |      |

## 주요 건물 및 시설
- 한림중학교 (명월성로 21/동명리 1555)